# Condado de Tuchola
Condado de Tuchola (polaco: powiat tucholski) é um powiat (condado) da Polónia, na voivodia da Cujávia-Pomerânia. A sede do condado é a cidade de Tuchola. Estende-se por uma área de 1075,27 km², com 47 190 habitantes, segundo o censo de 2005, com uma densidade de 43,89 hab/km².

## Divisões admistrativas
O condado possui:
Comunas urbana-rurais: Tuchola
Comunas rurais: Cekcyn, Gostycyn, Kęsowo, Lubiewo, Śliwice
Cidades: Tuchola

## Demografia
População (dados de 30 de Junho de 2005):
|          | Total   | Total | Mulheres | Mulheres | Homens  | Homens |
| -------- | ------- | ----- | -------- | -------- | ------- | ------ |
|          | pessoas | %     | pessoas  | %        | pessoas | %      |
| Total    | 47 190  | 100   | 23 687   | 50,2     | 23 503  | 49,8   |
| Cidades  | 13 962  | 100   | 7183     | 51,4     | 6779    | 48,6   |
| Povoados | 33 228  | 100   | 16 504   | 49,7     | 16 724  | 50,3   |